# جيمس غولدستون
جيمس غولدستون (بالإنجليزية: James Goldstone)‏ (و. 1931 – 1999 م) هو مخرج أفلام، وكاتب سيناريو، ومنتج أفلام أمريكي، ولد في لوس أنجلوس، توفي في شافتسبوري، عن عمر يناهز 68 عاماً.

## جوائز
حصل على جوائز منها:

جائزة الإيمي برايم تايم

## وصلات خارجية
- جيمس غولدستون على موقع IMDb (الإنجليزية)
- جيمس غولدستون على موقع ألو سيني (الفرنسية)
- جيمس غولدستون على موقع أول موفي (الإنجليزية)
- جيمس غولدستون على موقع قاعدة بيانات الأفلام السويدية (السويدية)
- جيمس غولدستون على موقع قاعدة بيانات الفيلم (الإنجليزية)
- جيمس غولدستون على موقع كينوبويسك (الروسية)